# Parabathyscia tigullina
Parabathyscia tigullina es una especie de escarabajo del género Parabathyscia, familia Leiodidae. Fue descrita por Binaghi en 1940.

## Distribución
Se encuentra en Italia.